# الیس بیچ، کوئینزلند
الیس بیچ (به انگلیسی: Ellis Beach) یک شهرک در استرالیا است که در کوئینزلند واقع شده‌است.